# Alfred Letourneur

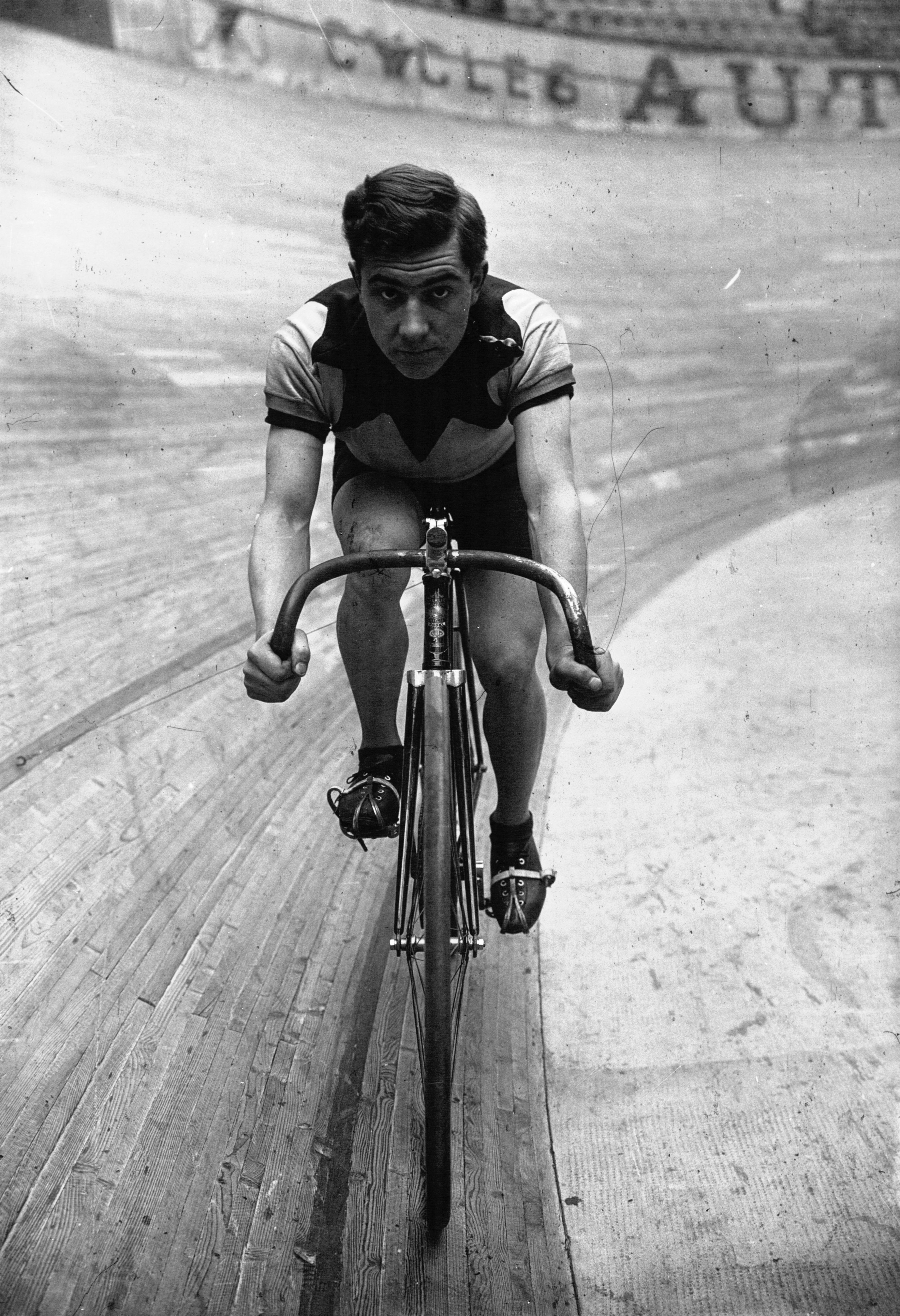
Alfred Letourneur (1926)

Alfred Letourneur (Amiens, 25 juli 1907 – New York, 4 januari 1975) was een Frans wielrenner die vooral als baanwielrenner actief is geweest.

## Biografie
Letourneur was beroepsrenner van 1928 tot 1942. Hij kende vooral succes als zesdaagsewielrenner. Hij nam deel aan 84 zesdaagsen waarvan hij er in totaal 21 won. Hij neemt daarmee een gedeelde 26e plaats in op de ranglijst aller tijden. Van die 21 heeft hij de meeste (9) samen met de Belg Gerard Debaets behaald.
Hij heeft zijn zesdaagseoverwinningen allemaal in de Verenigde Staten en Canada behaald. Hij heeft ook een aantal jaren achtereen het open Amerikaans kampioenschap achter derny gewonnen.

## Overzicht zesdaagsenoverwinningen
| Nr. | Jaar   | Zesdaagse van | Samen met           |
| --- | ------ | ------------- | ------------------- |
| 1   | 1930-2 | Chicago       | Marcel Guimbretiere |
| 2   | 1931-1 | New York      | Marcel Guimbretiere |
| 3   | 1931-2 | New York      | Marcel Guimbretiere |
| 4   | 1932-1 | Philadelphia  | Marcel Guimbretiere |
| 5   | 1933-1 | New York      | Heinz Vopel         |
| 6   | 1935-2 | New York      | Gerard Debaets      |
| 7   | 1933-1 | Montréal      | Gerard Debaets      |
| 8   | 1933-1 | Toronto       | Gerard Debaets      |
| 9   | 1933-2 | Toronto       | Henri Lepage        |
| 10  | 1933-2 | New York      | William Peden       |
| 11  | 1934-2 | Detroit       | Gerard Debaets      |
| 12  | 1934-2 | Chicago       | Gerard Debaets      |
| 13  | 1934   | Philadelphia  | Gerard Debaets      |
| 14  | 1934-2 | New York      | Gerard Debaets      |
| 15  | 1934-2 | Buffalo       | Gerard Debaets      |
| 16  | 1935-1 | New York      | Franco Giorgetti    |
| 17  | 1935-1 | Chicago       | Franco Giorgetti    |
| 18  | 1935-1 | Buffalo       | Franco Giorgetti    |
| 19  | 1935   | Cleveland     | Tino Reboli         |
| 20  | 1938-2 | Chicago       | Omer De Bruycker    |
| 21  | 1938-1 | Buffalo       | Omer De Bruycker    |

| Aantal | Samen met                                    |
| ------ | -------------------------------------------- |
| 9      | - Gerard Debaets                             |
| 4      | - Marcel Guimbretiere                        |
| 3      | - Franco Giorgetti                           |
| 2      | - Omer De Bruycker                           |
| 1      | - Henri Lepage - William Peden - Tino Reboli |

## Resultaten in voornaamste wedstrijden
| Jaar | Parijs-Roubaix |
| ---- | -------------- |
| 1939 | 51e            |

- Bibliothèque nationale de France: cb150261589 (data)
- International Standard Name Identifier: 0000 0000 3668 410X
- Library of Congress Control Number: n2005072711
- Virtual International Authority File: 68341891
- WorldCat: E39PBJjMw6rdgDVKQMpPyf8grq